# District Srednekanski
Het district Srednekanski (Russisch: Среднеканский район, Srednekanski rajon) is een van de 8 gemeentelijke districten van de Russische oblast Magadan. Het bestuurlijk centrum is de plaats Sejmtsjan, dat op ongeveer 500 kilometer van Magadan ligt. De bevolking daalde in de jaren na de val van de Sovjet-Unie met 67,1%; van 16.594 personen in 1989 naar 5.461 personen in 2002.

## Geografie
Het district grenst in het noorden en noordwesten aan de autonome republiek Jakoetië, in het noordoosten aan het district Bilibinski van het autonome district Tsjoekotka en het district Severo-Evenski van de oblast Magadan, in het oosten aan het district Omsoektsjanski, in het zuiden aan het district Chasynski, in het zuidwesten aan het district Jagodinski en in het westen aan het district Soesoemanski.

## Delfstoffen, economie en transport
In het district bevinden zich veel mineralen, zoals goud, zilver, tin, kobalt, bismut, wolfraam, lood, zink en bruinkool. Het district omvat ook het grootste landbouwgebied van de oblast (ongeveer 162 km²) in de vallei van de Kolymarivier, dat wordt beschermd door de bergruggen eromheen, waardoor gewassen zoals sla, aardappelen, bieten, wortels en andere groenten er willen groeien tijdens het korte zomerseizoen.
Het vervoer van de landbouwproducten vindt plaats via luchthaven Sejmtsjan, de Kolymarivier en de autowegen die het district verbinden met andere plaatsen in de oblast.

## Plaatsen
- Kolymskoje (selo)
- Oest-Srednekan (selo)
- Sejmtsjan (nederzetting met stedelijk karakter)
- Verchni Sejmtsjan (selo)

Kleinere plaatsen zijn Balygytsjan, Gloechariny (posjolok) en Solnetsjny.
Bestuurlijk centrum:Magadan

Soesoeman

Districten: Chasynski · Jagodninski · Olski · Omsoektsjanski · Severo-Evenski · Soesoemanski · Srednekanski · Tenkinski